# Eolito

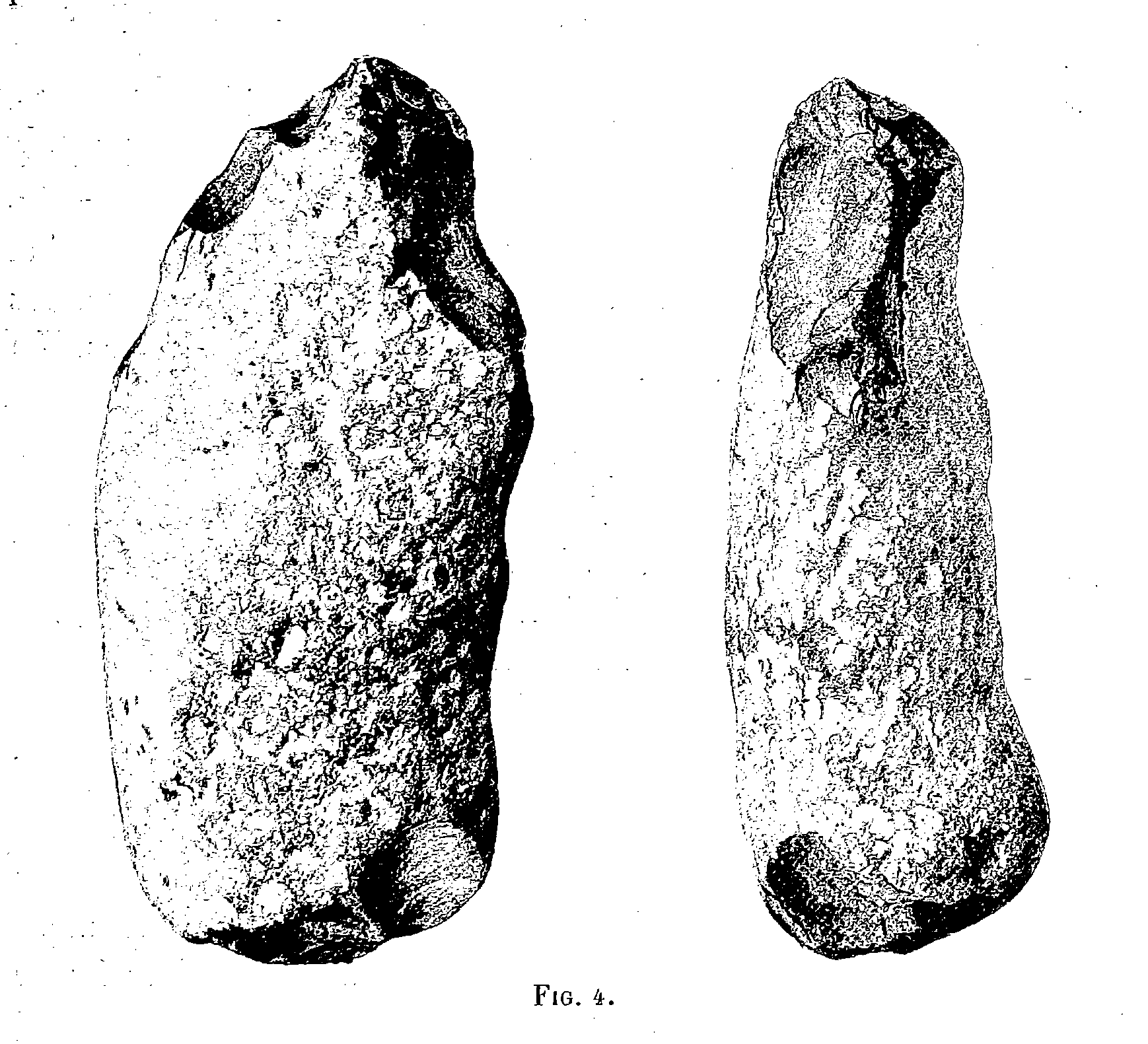
Un ejemplo de un eolito.

Un eolito (del griego "eos", alba, y "lithos", piedra) es un nódulo lascable de sílex. Durante algún tiempo se pensó que los eolitos fueron artefactos, las primeras herramientas de piedra, pero actualmente se cree que fueron producidos de forma natural por procesos geológicos como la glaciación.
Los primeros eolitos fueron recogidos en Kent por Benjamin Harrison, un naturalista amateur y arqueólogo, en 1885 (aunque el nombre "eolito" no fue acuñado en 1892, por J. Allen Browne). Los descubrimientos de Harrison fueron publicados por Sir Joseph Prestwich en 1891, y los eolitos fueron generalmente aceptados como meras herramientas, que databan del Plioceno. Los siguientes descubrimientos de eolitos a comienzos del siglo XX – en Anglia Oriental por J. Reid Moir y Europa continental por A. Rutot y H. Klaatsch – se tomaron como evidencia de asentamiento humano en esas zonas antes de conocerse los fósiles. Además, los descubrimientos ingleses ayudaron a asegurar la aceptación del fraude del hombre de Piltdown.
Como los eolitos eran tan comunes, surgió interés ya que eran indistinguibles de los procesos naturales o la erosión. M. Boule, un arqueólogo francés, publicó un argumento en contra de la calidad de artefacto de los eolitos en 1905, y S. Hazzledine Warren proporcionó confirmación de las conjeturas de Boule tras realizar experimentos sobre sílex.
Aunque el debate continuó durante tres décadas, se fueron descubriendo cada vez más evidencias que apuntaban al origen puramente natural de los eolitos. Esto, junto con el descubrimiento de herramientas genuinas del Plioceno tardío en África (las herramientas olduvayenses), hicieron imposible defender la teoría de que los eolitos fueran artefactos.